# Somatochlora borisi
Somatochlora borisi är en trollsländeart som beskrevs av Marinov 2001. Somatochlora borisi ingår i släktet glanstrollsländor, och familjen skimmertrollsländor. IUCN kategoriserar arten globalt som sårbar. Inga underarter finns listade i Catalogue of Life.